# Мацзу (острова)

флаг острова Мацзу

Острова Мацзу (кит. 馬祖列島 — Мацзу ледао) — архипелаг в северной части Тайваньского пролива, находится под управлением Китайской Республики, вблизи берега провинции Фуцзянь Китайской Народной Республики, к востоку от города Фучжоу.
Административно составляют уезд Ляньцзян (кит. 連江縣) провинции Фуцзянь Китайской Республики.
Некоторые острова не имеют постоянного населения, но часть из них при этом имеет военные гарнизоны. Туризм — важнейшая часть экономики островов.